# Porozumienie Cvetković-Maček
Porozumienie Cvetković-Maček (Sporazum Cvetković-Maček, cyr. Споразум Цветковић-Мачек) – porozumienie polityczne zawarte 26 sierpnia 1939 we wsi Božjakovina koło Zagrzebia przez premiera rządu Królestwa Jugosławii Dragišę Cvetkovicia i przywódcę chorwackiej opozycji parlamentarnej Vladko Mačka.

## Tło porozumienia
Powstałe po I wojnie światowej państwo jugosłowiańskie było od początku dotknięte brakiem wspólnej dla wszystkich narodowości koncepcji tego państwa. Zamiast tego ścierały się dwie konkurencyjne, wykluczające się wizje Jugosławii. 
Pierwszą reprezentowały koła rządzące przedwojennego Królestwa Serbii, znajdujące oparcie wśród Serbów zamieszkujących to państwo (bo już nie wśród tzw. prečanów - Serbów z byłej monarchii austro-węgierskiej). Była ona oparta na przeświadczeniu o mocarstwowej predestynacji Serbów i Serbii jako najpotężniejszego narodu i państwa południowych Słowian i jako depozytariusza wiary prawosławnej. Z tych założeń wynikła koncepcja państwa jugosłowiańskiego jako kontynuacji Królestwa Serbii, powiększonego, w drodze zwycięskich wojen, o kolejne południowosłowiańskie terytoria. Zamieszkujące to państwo narodowości ("szczepy") południowosłowiańskie miały w przyszłości zlać się w jednolity naród Południowych Słowian. Koncepcja ta, co oczywiste, wykluczyła możliwość nadania jakiejkolwiek politycznej tożsamości nie-serbskim narodom Jugosławii: w ogóle negowano istnienie narodu i języka macedońskiego, Czarnogórców uważano za regionalny odłam Serbów, a Chorwatów - jedynie za skatolicyzowanych Serbów. W kolejnych konstytucjach przyjęto fikcję jednego państwowego języka "słoweńsko-serbsko-chorwackiego". W bieżącej praktyce wszystko to oznaczało serbizację: państwo jugosłowiańskie miało stanowić unitarną monarchię pod berłem Karadziordziewiciów, zdominowaną i rządzoną przez Serbów. Koncepcja ta była wprowadzana w życie przez dwie pierwsze dekady istnienia Jugosławii, zarówno w epoce parlamentarnej (1918-29), jak i autorytarnej (1929-41). Najmocniej godziła ona w prawa Chorwatów – narodu licznego, mającego wielowiekową tradycję własnej państwowości i kulturę wyraźnie odmienną od serbskiej. 
Druga koncepcja państwa jugosłowiańskiego była diametralnie odmienna. Zakładała uznanie odrębności narodów południowosłowiańskich i ich równouprawnienie, a tym samym odejście od hegemonii serbskiej. Państwo jugosłowiańskie – pod berłem Karadziordziewiciów – winno być federacją jednostek terytorialnych wyodrębnionych częściowo na zasadzie etnicznej, a częściowo – historycznej. Koncepcję tę forsowała niekomunistyczna opozycja, przede wszystkim chorwacka, ale również polityczne ugrupowania Serbów-prečanów. 
Konflikt obu wizji państwa i obu wspierających je sił politycznych trwał od początku istnienia państwa jugosłowiańskiego. Nie został rozwiązany; przeciwnie, nabierał ostrości, coraz wyraźniej grożąc rozpadem państwa. Jego najdobitniejszym objawem była sprawa konkordatu, podpisanego przez Królestwo Jugosławii ze Stolicą Apostolską 25 lipca 1935, który nie wszedł w życie wskutek histerycznego sprzeciwu kół wielkoserbskich. W drugiej połowie lat 30. XX wieku opozycja, zarówno parlamentarna, jak i pozaparlamentarna, przede wszystkim chorwacka i słoweńska, przybrała na sile do tego stopnia, że utrzymywanie siłą wielkoserbskiej hegemonii stało się praktycznie niemożliwe. Na dramatyczną sytuację wewnętrzną nałożyła się jeszcze coraz bardziej niekorzystna sytuacja międzynarodowa. Jugosławia stanęła u progu rozpadu. 
Zdające sobie z tego sprawę umiarkowane koła serbskie i chorwackie, widzące mimo wszystko sens utrzymania wspólnego państwa, na początku 1939 z inicjatywy regenta - księcia Pawła podjęły próbę porozumienia mającego je uratować. Przedmiotem porozumienia była diametralna zmiana ustroju politycznego Jugosławii. Bezpośrednie rozmowy w kwietniu 1939 podjęli reprezentujący aparat władzy królewskiej i koła serbskie premier Dragiša Cvetković oraz przywódca chorwackiej opozycji parlamentarnej Vladko Maček przy udziale przedstawicieli partii prečanów. Udziału w rokowaniach odmówiły pozostałe ugrupowania serbskie. Na początku sierpnia 1939 rokowania utknęły w martwym punkcie, jednak nastrój zbliżającej się wojny skłonił Cvetkovića i Mačka do ich kontynuacji. Porozumienie zostało ostatecznie opracowane w domu Mačka w Kupincu pod Zagrzebiem między 16 a 20 sierpnia 1939. Klub parlamentarny Chorwatów w skupsztinie (Hrvatsko narodno zastupstvo) zatwierdził je stosunkiem głosów 80 za do 1 przeciw (poseł Lovro Sušić). Następnie przedstawiono je regentowi – księciu Pawłowi, który zatwierdził je 26 sierpnia 1939. 

## Treść i konsekwencje porozumienia
Porozumienie zostało dotrzymane. Zgodnie z nim w pierwszej kolejności regent powołał koalicyjny rząd z Dragišą Cvetkovićem jako premierem, Vladko Mačkiem jako wicepremierem i trzema innymi ministrami-Chorwatami. Pierwszą inicjatywą ustawodawczą nowego rządu było utworzenie Banowiny Chorwacji (Banovina Hrvatska / Бановина Хрватска) – utworzonej na zasadzie etnicznej jednostki terytorialnej o szerokiej autonomii (praktycznie państwo w państwie), obejmującej 30% obszaru i ludności państwa, w tym wszystkich Chorwatów. Maček chciał, by banem Chorwacji został August Košutić, ale pod wpływem regenta zgodził się na osobę Ivana Šubašicia – ugodowego polityka możliwego do przyjęcia przez Serbów. 
Porozumienie było krytykowane z obu stron – i przez koła wielkoserbskie, i przez radykalne skrzydło opozycji chorwackiej. Odbierano je jako podział Królestwa na część serbską i chorwacką, uważano je za tymczasowe, powszechnie stawiano pytanie o dalsze losy Królestwa Jugosławii wobec tak istotnej zmiany faktycznego układu sił i wewnętrznego ustroju. Nasiliła się działalność organizacyjna czetników z jednej, a ustaszów z drugiej strony. Pojawiły się tendencje do autonomii wśród pozostałych narodów Jugosławii, szczególnie Słoweńców. Jednakże, z drugiej strony, drążący Jugosławię konflikt między Chorwatami a Serbami został złagodzony, co zaowocowało pewną konsolidacją i stabilizacją państwa. Ustanowiony na mocy porozumienia układ sił został obalony dopiero wskutek klęski i rozbioru Jugosławii w kwietniu 1941. Koalicyjny rząd Cvetkovića przetrwał aż dwa lata – do wojskowego zamachu stanu gen. Dušana Simovicia 27 marca 1941.